# 고마령 전투
고마령전투(古馬嶺戰鬪)는 일제강점기 독립군 진영과 일제 군경 간에 벌어진 전투이다.

## 개요
1925년 3월 16일에 만주 길림성 집안현(輯安縣) 고마령에서 독립군 진영과 일제 군경 간에 있었던 전투이다. 이 전투는 만주에서 활동하던 참의부 계열의 독립군 부대가 사전에 정보를 탐지한 일본 군경이 합동으로 벌인 기습 공격을 받아 참의장 최석순이 이끌던 군사수뇌부 수십 명의 부대원이 몰살당한 사건이다.

## 전투과정
1924년 겨울 참의장 겸 제1중대장 백광운(白狂雲)이 대한통의부(大韓統義府) 유격대원 백병준(白炳俊)과 백세우(白世雨) 등에게 암살당하자 제2중대장이던 최석순이 참의장을 겸하게 되었고, 진용을 재정비한 뒤 본격적인 국내 파괴 공작 계획을 수립하기 위해, 1925년 3월 중순 고마령의 대서구(大西溝) 제2중대 본부에서 5개 중대 군사회의를 개최하였다.
이때 초산경찰서 소속 순사부장 한인 경찰 고피득이 이죽파(李竹坡)등 밀정들의 보고로 참의부 부대와 연계되어 있던 민간인인 참의부 통신기관장 김명준(金明俊)을 집에서 체포, 고문해 이러한 사실을 탐지하고 부대 위치에 대한 자백을 받아내어 밀정을 앞세워 독립군 회의 장소를 기습한 것이다.
초산경찰서는 연담주재소(蓮潭駐在所) 경부보(警部補) 미즈노(水野宅三郎)에게 경찰대 65명과 초산 주둔 수비대 120명을 거느리고 참의부를 기습하도록 하였다. 미즈노는 고피득(高彼得)과 밀정을 앞세우고 먼저 초산을 출발하여 압록강에서 60여리 떨어진 고마령에 도착하였다. 경찰대를 6개 분대로 나눈 다음 압록강 북안에 수비대를 매복시켰다. 이튿날 새벽 회의 장소를 탐지하고 기습 공격을 감행하였다.
불의의 공격을 받은 참의부 대원들은 즉각 전투 태세를 갖추어 응전하였는데, 참의장 최석순과 소대장 최항신(崔恒信)은 포위망을 돌파하기 위해 미즈노와 고피득분대를 상대로 육박전을 감행하기도 하였다.

## 결과
참의장 최석순이 적탄에 희생되자 독립군은 점점 수세에 몰렸으며, 지세의 불리와 중과부적으로 4시간에 걸친 전투에서 29명이 전사하고(혹은 42명이 사살되고), 3명이 체포되었으며, 15~16명의 대원만 가까스로 피신하였다.

### 전사
- 최석순(崔碩淳, ? ~ 1925.3.15) 참의장 겸 제2중대장, 대통령장(95)
- 전창희(田昌禧, ? ~ 1925.3.15) 중대장
- 최항신(崔恒信, 1890 ~ 1925.3.15) 평북 초산, 애국장(97)
- 전덕명(全德明, ? ~ 1925.3.15) 고문 평북 용천, 독립장(68)
- 안정길(安貞吉, ? ~ 1925.3.15) 평남 평양, 애국장(95)
- 김용무(金用武, ? ~ 1925.3.15) 평북 강계, 애국장(2010)
- 김학송(金鶴松, ? ~ 1925.3.15) 평북 강계, 애국장(95)
- 반창병(潘昌炳)
- 최길성(崔吉星)
- 백명호(白明浩)
- 장경환(張鏡煥) 등 29명(또는 42명)

### 부상
- 전세용(田世用) 제1중대 소대장
- 김우일(金又日, 1875~?) 평북 정주, 애국장(2009)

### 체포
- 홍주(洪疇, 1897.2.18 ~ 1954.5.9) 고문 평북 의주, 독립장(63)

## 평가
- 대한민국 임시정부의 《독립신문》에서는 “고마령사변”이라 부르며, “누구나 비분함을 금치 못한다”고 표현했다. 대한통의부 출신의 독립군 지도자 채상덕이 이 소식을 듣고 통분을 못이기고 자결했을 정도로 충격적인 사건이었고, 이를 계기로 참의부는 해체되었다.
- 일본 측은 고마령 전투에 대해 “토벌 상 전례없는 대성공”으로 기록하고 있다.

## 같이 보기
- 고피득

## 참고자료
- 국가보훈처 독립유공자 공훈록
- 한민족독립운동사, '국사편찬위원회 한국사데이터베이스'